# Активная оптика

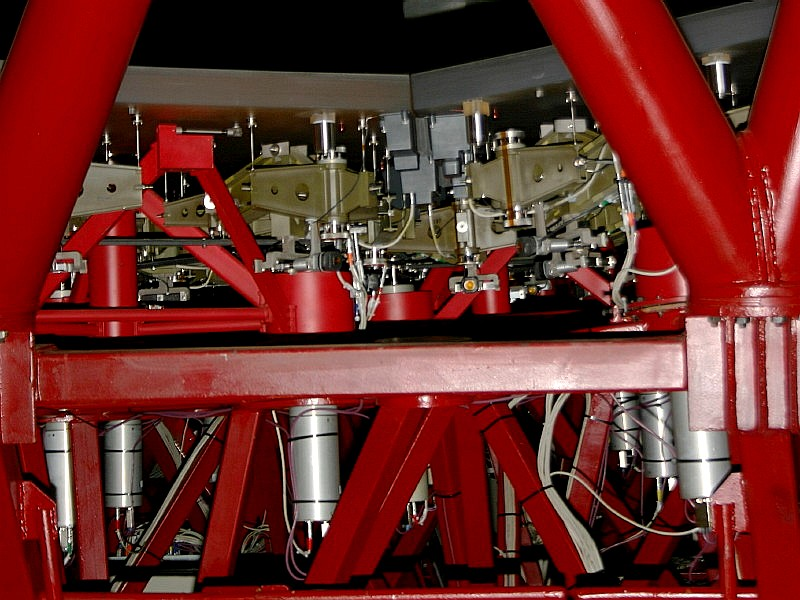
Актуаторы активной оптики телескопа Большого Канарского телескопа

Активная оптика — технология, используемая при создании телескопов-рефлекторов начиная с 1980-х годов, позволяющая менять форму зеркала телескопа для устранения деформаций вследствие внешних воздействий (ветра, температуры, механического напряжения). Без применения активной оптики невозможным было бы создание 8-метровых и более крупных телескопов.
Данная технология используется на многих телескопах, в числе которых Северный оптический телескоп, Телескоп новой технологии,  Telescopio Nazionale Galileo и телескопы Кека, а также крупные телескопы, создаваемые с середины 1990-х годов. 
Не следует путать технологии активной оптики и адаптивной оптики: последняя применяется на меньших временных масштабах и позволяет вносить поправки за влияние атмосферы.

## В астрономии

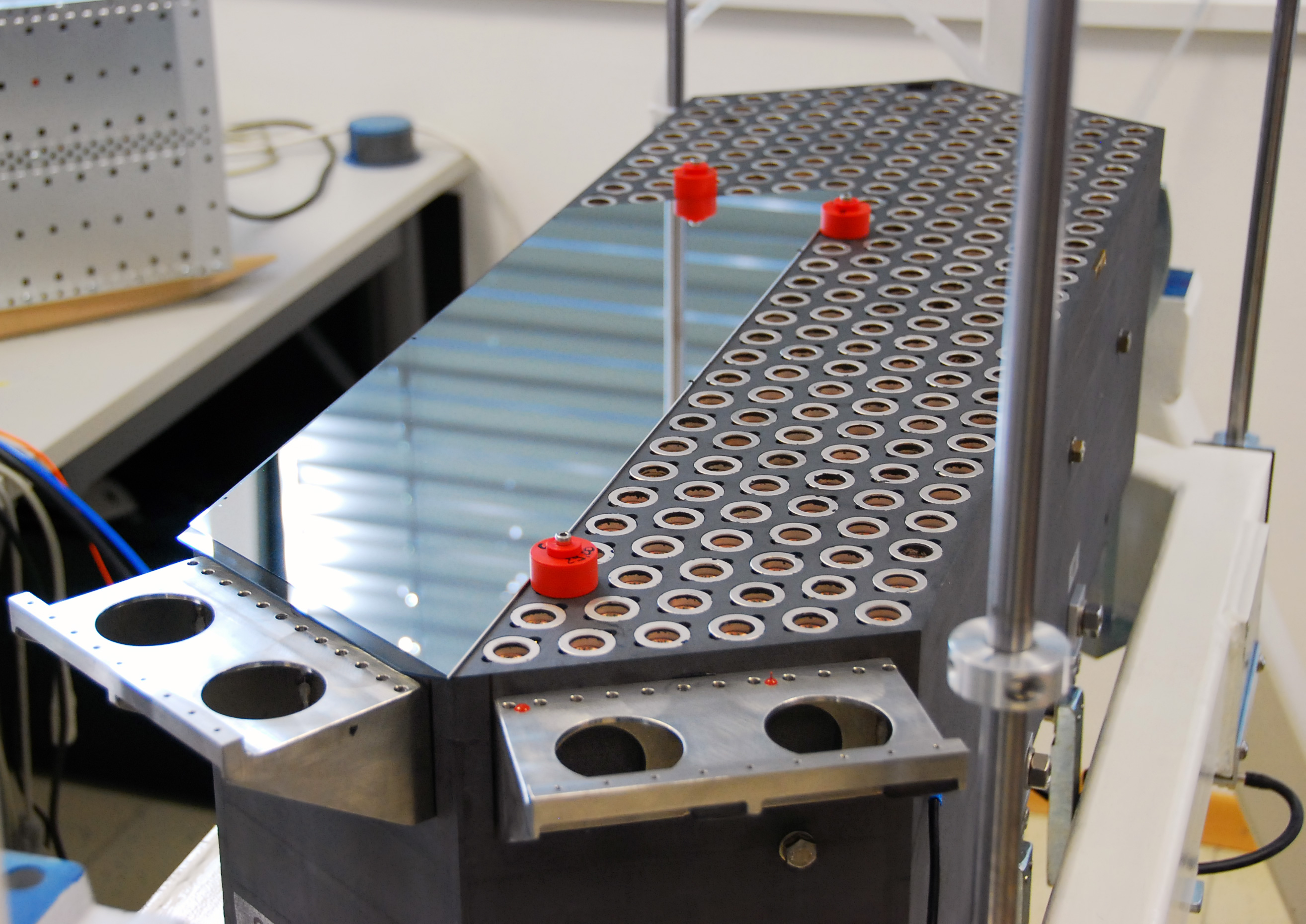
Прототип части системы адаптивной поддержки телескопа E-ELT

Большинство современных телескопов являются рефлекторами, главное зеркало которых весьма велико. По историческим причинам главные зеркала создавали довольно толстыми для того, чтобы они могли сохранять правильную форму поверхности несмотря на влияние ветра и собственного веса зеркала. Поэтому существовало ограничение на максимальный диаметр зеркала, равное 5-6 метрам (см. телескоп Хейла в Паломарской обсерватории).
Новое поколение телескопов, создаваемых с 1980-х годов, обладает тонкими лёгкими зеркалами. Зеркала слишком тонкие для того, чтобы самостоятельно сохранять форму, поэтому к обратной стороне зеркала присоединяется массив актуаторов. Актуаторы действуют с различной силой на различные участки зеркала, позволяя сохранить правильную форму поверхности зеркала при изменении его положения в пространстве. Зеркало телескопа также может состоять из нескольких сегментов, что позволяет устранить проблему, связанную с большим весом крупного монолитного зеркала.
Комбинация актуаторов, детекторов качества изображения и компьютера, контролирующего актуаторы для получения наилучшего возможного изображения, и называется системой активной оптики.
Понятие активная оптика означает, что система поддерживает оптимальную форму зеркала (обычно первичного), компенсируя искажения, вызванные ветром, изгибом зеркала, тепловым расширением, деформацией осей телескопа. Система активной оптики компенсирует медленно (на масштабах времени порядка секунд) меняющиеся искажения.

### Сравнение с адаптивной оптикой
Активную оптику не следует путать с адаптивной оптикой, которая применяется на меньших интервалах времени для компенсирования влияния атмосферы на качество изображения. Воздействия, которые компенсирует активная оптика, (температура, гравитация) более медленно меняются (частота около 1 Гц) и обладают большей амплитудой искажений. Адаптивная оптика вносит поправки за атмосферные искажения, частота которых достигает 100–1000 Гц (частота Гринвуда,зависящая от длины волны и погодных условий). Данные поправки должны вноситься с большей частотой, но они обладают меньшей амплитудой. Системы адаптивной оптики поэтому используют меньшие коррекционные зеркала, являющиеся отдельными зеркалами, не обязательно находящимися на пути света в телескопе, но могут быть и вторичными зеркалами, третьими или четвёртыми..

## Другие применения
Сложные лазерные установки и интерферометры также можно стабилизировать с помощью аналогичной технологии.
Малая часть лучей теряется при прохождении направляющих зеркал; для измерения положения лазерного луча и для измерения его направления (в фокальной плоскости за линзой) используются специальные диоды. Систему можно сделать менее чувствительной к шумам с помощью ПИД-регулятора. Для импульсных лазеров контроллер должен быть соотнесён с частотой повторения. Непрерывный луч можно использовать для обеспечения полос стабилизации (против вибраций, турбулентности воздуха, акустических шумов) шириной 10 кГц для лазеров с низкой частотой повторения.
В некоторых случаях приходится вносить изменения в интерферометр Фабри — Перо для использования на конкретной длине волны. Отражённый свет выделяется с помощью устройства поворота плоскости поляризации на эффекте Фарадея и поляризатора. Малые изменения длины волны падающего излучения, создаваемого акустооптическим модулятором, или интерференция с некоторым количеством падающего излучения дают информацию о том, является ли интерферометр слишком длинным или слишком коротким.
Длинные оптические резонаторы очень чувствительны к выравниванию зеркал. Для повышения эффективности можно использовать схему управления. Одним из вариантов контроля является осуществление малых поворотов одного из зеркал на конце прибора. Если вращение происходит в окрестности оптимального положения, колебания мощности не наблюдаются. 
Активная оптика в рентгеновском диапазоне использует деформируемые зеркала косого падения.